# Našeptávač
Našeptávač je funkce některých softwarových nástrojů k editaci textu. Spočívá v tom, že zatímco uživatel píše text, ovládací prvek (widget) mu nabídne jako nápovědu možnost nebo možnosti, které odpovídají již napsané části textu, například existující slova či odpovídající položky databáze. V textových editorech k tomu bývá využíván slovník příslušného nastaveného jazyka, v tabulkových procesorech například ostatní položky v témž sloupci. Ve webových aplikacích našeptávač zpravidla používá k okamžitému výběru z možností v databázi technologii AJAX a výsledek nabízí v podobě obdobné comboboxu, často též automatickým předvyplněním textového pole. Pokračuje-li uživatel v psaní textu, nabízený výběr se odpovídajícím způsobem zužuje.
Tímto způsobem například vyhledávač dopravních spojení IDOS nabízí existující názvy zastávek či obcí nebo internetová encyklopedie Wikipedie nabízí existující hesla. Mapy či vyhledávače stránek mohou nabízet nejčastěji vyhledávaná hesla (a nabízené možnosti mohou být doplněny údajem o počtu uskutečněných vyhledání), případně lze pro výběr uplatnit i jiná kritéria včetně zneužití k reklamě.

## Našeptávání kódu
Anglické code completion nebo autocomplete označuje schopnost IDE nabízet relevantní klíčová slova daného programovacího jazyka nebo části kódu, například právě a jen viditelné metody tříd.